# Eleições parlamentares europeias de 1989 no distrito do Porto
| Eleições parlamentares europeias de 1989 Distritos: Aveiro \| Beja \| Braga \| Bragança \| Castelo Branco \| Coimbra \| Évora \| Faro \| Guarda \| Leiria \| Lisboa \| Portalegre \| Porto \| Santarém \| Setúbal \| Viana do Castelo \| Vila Real \| Viseu \| Açores \| Madeira \| Estrangeiro |

## Resultados por concelho
Os resultados nos concelhos do Distrito do Porto foram os seguintes:

### Amarante
| Partido                 | Partido                           | Votos  | %               | +/-   |
| ----------------------- | --------------------------------- | ------ | --------------- | ----- |
|                         | Partido Social Democrata          | 8 177  | 41,20 / 100,00  | 3,29  |
|                         | Partido Socialista                | 6 555  | 33,03 / 100,00  | 6,14  |
|                         | Centro Democrático Social         | 2 222  | 11,20 / 100,00  | 0,90  |
|                         | Coligação Democrática Unitária    | 1 057  | 5,33 / 100,00   | 0,39  |
|                         | Movimento Democrático Português   | 255    | 1,28 / 100,00   | 0,61  |
|                         | Partido Popular Monárquico        | 243    | 1,22 / 100,00   | 0,16  |
|                         | União Democrática Popular         | 243    | 1,22 / 100,00   | 0,10  |
|                         | Partido Socialista Revolucionário | 233    | 1,17 / 100,00   | 0,48  |
|                         | Outros (com menos de 1,00%)       | 364    | 1,83 / 100,00   |       |
| Votos Inválidos         | Votos Inválidos                   | 496    | 2,50 / 100,00   | 0,38  |
| Total                   | Total                             | 19 845 | 100,00 / 100,00 |       |
| Eleitorado/Participação | Eleitorado/Participação           | 40 925 | 48,49 / 100,00  | 23,11 |

### Baião
| Partido                 | Partido                        | Votos  | %               | +/-   |
| ----------------------- | ------------------------------ | ------ | --------------- | ----- |
|                         | Partido Socialista             | 2 579  | 38,44 / 100,00  | 10,72 |
|                         | Partido Social Democrata       | 2 464  | 36,72 / 100,00  | 5,11  |
|                         | Centro Democrático Social      | 745    | 11,10 / 100,00  | 2,17  |
|                         | Coligação Democrática Unitária | 339    | 5,05 / 100,00   | 1,11  |
|                         | Outros (com menos de 1,00%)    | 343    | 5,11 / 100,00   |       |
| Votos Inválidos         | Votos Inválidos                | 240    | 3,58 / 100,00   | 1,48  |
| Total                   | Total                          | 6 710  | 100,00 / 100,00 |       |
| Eleitorado/Participação | Eleitorado/Participação        | 18 539 | 36,19 / 100,00  | 26,73 |

### Felgueiras
| Partido                 | Partido                        | Votos  | %               | +/-   |
| ----------------------- | ------------------------------ | ------ | --------------- | ----- |
|                         | Partido Social Democrata       | 7 267  | 38,10 / 100,00  | 2,94  |
|                         | Partido Socialista             | 6 729  | 35,28 / 100,00  | 8,25  |
|                         | Centro Democrático Social      | 2 678  | 14,04 / 100,00  | 2,74  |
|                         | Coligação Democrática Unitária | 1 123  | 5,89 / 100,00   | 0,95  |
|                         | Outros (com menos de 1,00%)    | 841    | 4,47 / 100,00   |       |
| Votos Inválidos         | Votos Inválidos                | 425    | 2,23 / 100,00   | 0,65  |
| Total                   | Total                          | 19 073 | 100,00 / 100,00 |       |
| Eleitorado/Participação | Eleitorado/Participação        | 36 530 | 52,21 / 100,00  | 23,75 |

### Gondomar
| Partido                 | Partido                         | Votos   | %               | +/-   |
| ----------------------- | ------------------------------- | ------- | --------------- | ----- |
|                         | Partido Socialista              | 19 934  | 33,44 / 100,00  | 7,05  |
|                         | Partido Social Democrata        | 18 863  | 31,64 / 100,00  | 3,52  |
|                         | Coligação Democrática Unitária  | 9 404   | 15,78 / 100,00  | 1,96  |
|                         | Centro Democrático Social       | 6 229   | 10,45 / 100,00  | 2,45  |
|                         | Partido Popular Monárquico      | 1 021   | 1,71 / 100,00   | 0,56  |
|                         | Movimento Democrático Português | 732     | 1,23 / 100,00   | 0,95  |
|                         | Outros (com menos de 1,00%)     | 1 746   | 2,94 / 100,00   |       |
| Votos Inválidos         | Votos Inválidos                 | 1 682   | 2,82 / 100,00   | 0,52  |
| Total                   | Total                           | 59 611  | 100,00 / 100,00 |       |
| Eleitorado/Participação | Eleitorado/Participação         | 106 341 | 56,06 / 100,00  | 21,01 |

### Lousada
| Partido                 | Partido                        | Votos  | %               | +/-   |
| ----------------------- | ------------------------------ | ------ | --------------- | ----- |
|                         | Partido Social Democrata       | 5 469  | 39,65 / 100,00  | 5,42  |
|                         | Partido Socialista             | 5 127  | 37,17 / 100,00  | 10,08 |
|                         | Centro Democrático Social      | 1 423  | 10,32 / 100,00  | 2,27  |
|                         | Coligação Democrática Unitária | 859    | 6,23 / 100,00   | 0,92  |
|                         | Outros (com menos de 1,00%)    | 633    | 4,58 / 100,00   |       |
| Votos Inválidos         | Votos Inválidos                | 281    | 2,04 / 100,00   | 0,52  |
| Total                   | Total                          | 13 792 | 100,00 / 100,00 |       |
| Eleitorado/Participação | Eleitorado/Participação        | 28 417 | 48,53 / 100,00  | 26,13 |

### Maia
| Partido                 | Partido                         | Votos  | %               | +/-   |
| ----------------------- | ------------------------------- | ------ | --------------- | ----- |
|                         | Partido Socialista              | 12 669 | 34,42 / 100,00  | 5,80  |
|                         | Partido Social Democrata        | 11 999 | 32,60 / 100,00  | 1,72  |
|                         | Centro Democrático Social       | 5 072  | 13,78 / 100,00  | 2,84  |
|                         | Coligação Democrática Unitária  | 3 919  | 10,65 / 100,00  | 2,10  |
|                         | Partido Popular Monárquico      | 659    | 1,79 / 100,00   | 0,51  |
|                         | Movimento Democrático Português | 431    | 1,17 / 100,00   | 0,85  |
|                         | Outros (com menos de 1,00%)     | 1 095  | 3,01 / 100,00   |       |
| Votos Inválidos         | Votos Inválidos                 | 968    | 2,63 / 100,00   | 0,62  |
| Total                   | Total                           | 36 812 | 100,00 / 100,00 |       |
| Eleitorado/Participação | Eleitorado/Participação         | 67 531 | 54,51 / 100,00  | 22,50 |

### Marco de Canaveses
| Partido                 | Partido                         | Votos  | %               | +/-     |
| ----------------------- | ------------------------------- | ------ | --------------- | ------- |
|                         | Partido Social Democrata        | 7 073  | 43,20 / 100,00  | 2,53    |
|                         | Partido Socialista              | 4 386  | 26,79 / 100,00  | 7,17    |
|                         | Centro Democrático Social       | 2 936  | 17,93 / 100,00  | 3,66    |
|                         | Coligação Democrática Unitária  | 651    | 3,98 / 100,00   | 0,26    |
|                         | Partido Popular Monárquico      | 220    | 1,34 / 100,00   | 0,38    |
|                         | Movimento Democrático Português | 176    | 1,07 / 100,00   | 0,74    |
|                         | Outros (com menos de 1,00%)     | 482    | 2,94 / 100,00   |         |
| Votos Inválidos         | Votos Inválidos                 | 449    | 2,74 / 100,00   | Estável |
| Total                   | Total                           | 16 373 | 100,00 / 100,00 |         |
| Eleitorado/Participação | Eleitorado/Participação         | 33 677 | 48,62 / 100,00  | 26,14   |

### Matosinhos
| Partido                 | Partido                         | Votos   | %               | +/-   |
| ----------------------- | ------------------------------- | ------- | --------------- | ----- |
|                         | Partido Socialista              | 27 554  | 42,02 / 100,00  | 7,21  |
|                         | Partido Social Democrata        | 17 966  | 27,40 / 100,00  | 2,14  |
|                         | Coligação Democrática Unitária  | 7 386   | 11,26 / 100,00  | 1,52  |
|                         | Centro Democrático Social       | 7 214   | 11,00 / 100,00  | 2,86  |
|                         | Partido Popular Monárquico      | 1 433   | 2,19 / 100,00   | 1,00  |
|                         | Movimento Democrático Português | 889     | 1,36 / 100,00   | 1,10  |
|                         | União Democrática Popular       | 686     | 1,05 / 100,00   | 0,13  |
|                         | Outros (com menos de 1,00%)     | 999     | 1,52 / 100,00   |       |
| Votos Inválidos         | Votos Inválidos                 | 1 439   | 2,19 / 100,00   | 0,46  |
| Total                   | Total                           | 65 566  | 100,00 / 100,00 |       |
| Eleitorado/Participação | Eleitorado/Participação         | 114 451 | 57,29 / 100,00  | 22,03 |

### Paços de Ferreira
| Partido                 | Partido                        | Votos  | %               | +/-   |
| ----------------------- | ------------------------------ | ------ | --------------- | ----- |
|                         | Partido Social Democrata       | 8 125  | 48,12 / 100,00  | 2,09  |
|                         | Partido Socialista             | 4 302  | 25,48 / 100,00  | 5,21  |
|                         | Centro Democrático Social      | 2 556  | 15,14 / 100,00  | 2,27  |
|                         | Coligação Democrática Unitária | 950    | 5,63 / 100,00   | 0,57  |
|                         | Partido Popular Monárquico     | 175    | 1,04 / 100,00   | 0,31  |
|                         | Outros (com menos de 1,00%)    | 549    | 3,24 / 100,00   |       |
| Votos Inválidos         | Votos Inválidos                | 228    | 1,35 / 100,00   | 0,03  |
| Total                   | Total                          | 16 885 | 100,00 / 100,00 |       |
| Eleitorado/Participação | Eleitorado/Participação        | 30 945 | 54,56 / 100,00  | 25,39 |

### Paredes
| Partido                 | Partido                        | Votos  | %               | +/-   |
| ----------------------- | ------------------------------ | ------ | --------------- | ----- |
|                         | Partido Social Democrata       | 12 269 | 44,77 / 100,00  | 1,34  |
|                         | Partido Socialista             | 6 169  | 22,51 / 100,00  | 4,56  |
|                         | Centro Democrático Social      | 5 587  | 20,39 / 100,00  | 2,88  |
|                         | Coligação Democrática Unitária | 1 398  | 5,10 / 100,00   | 0,68  |
|                         | Partido Popular Monárquico     | 341    | 1,24 / 100,00   | 0,01  |
|                         | Outros (com menos de 1,00%)    | 958    | 3,49 / 100,00   |       |
| Votos Inválidos         | Votos Inválidos                | 682    | 2,49 / 100,00   | 0,35  |
| Total                   | Total                          | 27 404 | 100,00 / 100,00 |       |
| Eleitorado/Participação | Eleitorado/Participação        | 50 239 | 54,55 / 100,00  | 26,87 |

### Penafiel
| Partido                 | Partido                         | Votos  | %               | +/-   |
| ----------------------- | ------------------------------- | ------ | --------------- | ----- |
|                         | Partido Social Democrata        | 10 698 | 41,58 / 100,00  | 4,09  |
|                         | Partido Socialista              | 7 922  | 30,79 / 100,00  | 8,53  |
|                         | Centro Democrático Social       | 3 310  | 12,86 / 100,00  | 3,22  |
|                         | Coligação Democrática Unitária  | 1 805  | 7,02 / 100,00   | 0,98  |
|                         | Movimento Democrático Português | 270    | 1,05 / 100,00   | 0,83  |
|                         | Partido Popular Monárquico      | 269    | 1,05 / 100,00   | 0,27  |
|                         | Outros (com menos de 1,00%)     | 800    | 3,11 / 100,00   |       |
| Votos Inválidos         | Votos Inválidos                 | 656    | 2,55 / 100,00   | 0,04  |
| Total                   | Total                           | 25 730 | 100,00 / 100,00 |       |
| Eleitorado/Participação | Eleitorado/Participação         | 46 827 | 54,95 / 100,00  | 24,52 |

### Porto
| Partido                 | Partido                         | Votos   | %               | +/-   |
| ----------------------- | ------------------------------- | ------- | --------------- | ----- |
|                         | Partido Social Democrata        | 49 350  | 31,75 / 100,00  | 0,53  |
|                         | Partido Socialista              | 46 798  | 30,11 / 100,00  | 5,38  |
|                         | Centro Democrático Social       | 23 170  | 14,91 / 100,00  | 3,89  |
|                         | Coligação Democrática Unitária  | 20 635  | 13,28 / 100,00  | 1,61  |
|                         | Partido Popular Monárquico      | 5 655   | 3,64 / 100,00   | 1,27  |
|                         | Movimento Democrático Português | 2 710   | 1,74 / 100,00   | 1,40  |
|                         | União Democrática Popular       | 1 777   | 1,14 / 100,00   | 0,08  |
|                         | Outros (com menos de 1,00%)     | 2 278   | 1,47 / 100,00   |       |
| Votos Inválidos         | Votos Inválidos                 | 3 042   | 1,96 / 100,00   | 0,51  |
| Total                   | Total                           | 155 415 | 100,00 / 100,00 |       |
| Eleitorado/Participação | Eleitorado/Participação         | 275 325 | 56,45 / 100,00  | 21,25 |

### Póvoa de Varzim
| Partido                 | Partido                         | Votos  | %               | +/-   |
| ----------------------- | ------------------------------- | ------ | --------------- | ----- |
|                         | Partido Social Democrata        | 8 624  | 38,70 / 100,00  | 2,89  |
|                         | Centro Democrático Social       | 5 418  | 24,31 / 100,00  | 0,60  |
|                         | Partido Socialista              | 5 314  | 23,85 / 100,00  | 3,68  |
|                         | Coligação Democrática Unitária  | 1 354  | 6,08 / 100,00   | 0,92  |
|                         | Partido Popular Monárquico      | 441    | 1,98 / 100,00   | 0,59  |
|                         | Movimento Democrático Português | 243    | 1,09 / 100,00   | 0,81  |
|                         | Outros (com menos de 1,00%)     | 412    | 1,85 / 100,00   |       |
| Votos Inválidos         | Votos Inválidos                 | 479    | 2,15 / 100,00   | 0,17  |
| Total                   | Total                           | 22 285 | 100,00 / 100,00 |       |
| Eleitorado/Participação | Eleitorado/Participação         | 42 044 | 53,00 / 100,00  | 23,38 |

### Santo Tirso
| Partido                 | Partido                        | Votos  | %               | +/-   |
| ----------------------- | ------------------------------ | ------ | --------------- | ----- |
|                         | Partido Socialista             | 16 290 | 39,16 / 100,00  | 7,85  |
|                         | Partido Social Democrata       | 12 778 | 30,72 / 100,00  | 5,60  |
|                         | Centro Democrático Social      | 6 508  | 15,65 / 100,00  | 1,38  |
|                         | Coligação Democrática Unitária | 2 904  | 6,98 / 100,00   | 1,72  |
|                         | Partido Popular Monárquico     | 638    | 1,53 / 100,00   | 0,18  |
|                         | Outros (com menos de 1,00%)    | 1 545  | 3,73 / 100,00   |       |
| Votos Inválidos         | Votos Inválidos                | 932    | 2,24 / 100,00   | 0,16  |
| Total                   | Total                          | 41 595 | 100,00 / 100,00 |       |
| Eleitorado/Participação | Eleitorado/Participação        | 76 992 | 54,03 / 100,00  | 25,79 |

### Valongo
| Partido                 | Partido                         | Votos  | %               | +/-   |
| ----------------------- | ------------------------------- | ------ | --------------- | ----- |
|                         | Partido Socialista              | 10 317 | 35,89 / 100,00  | 7,11  |
|                         | Partido Social Democrata        | 9 610  | 33,43 / 100,00  | 4,09  |
|                         | Coligação Democrática Unitária  | 3 306  | 11,50 / 100,00  | 1,84  |
|                         | Centro Democrático Social       | 3 096  | 10,77 / 100,00  | 3,33  |
|                         | Partido Popular Monárquico      | 476    | 1,66 / 100,00   | 0,52  |
|                         | Movimento Democrático Português | 352    | 1,22 / 100,00   | 0,98  |
|                         | União Democrática Popular       | 300    | 1,04 / 100,00   | 0,04  |
|                         | Outros (com menos de 1,00%)     | 516    | 1,80 / 100,00   |       |
| Votos Inválidos         | Votos Inválidos                 | 775    | 2,70 / 100,00   | 0,79  |
| Total                   | Total                           | 28 748 | 100,00 / 100,00 |       |
| Eleitorado/Participação | Eleitorado/Participação         | 52 862 | 54,38 / 100,00  | 25,23 |

### Vila do Conde
| Partido                 | Partido                        | Votos  | %               | +/-   |
| ----------------------- | ------------------------------ | ------ | --------------- | ----- |
|                         | Partido Socialista             | 12 554 | 43,24 / 100,00  | 10,38 |
|                         | Partido Social Democrata       | 9 576  | 32,98 / 100,00  | 5,65  |
|                         | Centro Democrático Social      | 3 107  | 10,70 / 100,00  | 3,28  |
|                         | Coligação Democrática Unitária | 1 901  | 6,55 / 100,00   | 0,65  |
|                         | Partido Popular Monárquico     | 358    | 1,23 / 100,00   | 0,34  |
|                         | Outros (com menos de 1,00%)    | 893    | 3,08 / 100,00   |       |
| Votos Inválidos         | Votos Inválidos                | 643    | 2,21 / 100,00   | 0,17  |
| Total                   | Total                          | 29 032 | 100,00 / 100,00 |       |
| Eleitorado/Participação | Eleitorado/Participação        | 49 871 | 58,21 / 100,00  | 21,68 |

### Vila Nova de Gaia
| Partido                 | Partido                         | Votos   | %               | +/-   |
| ----------------------- | ------------------------------- | ------- | --------------- | ----- |
|                         | Partido Socialista              | 39 733  | 36,68 / 100,00  | 6,67  |
|                         | Partido Social Democrata        | 34 522  | 31,87 / 100,00  | 3,15  |
|                         | Centro Democrático Social       | 13 153  | 12,14 / 100,00  | 2,09  |
|                         | Coligação Democrática Unitária  | 11 802  | 10,90 / 100,00  | 1,50  |
|                         | Partido Popular Monárquico      | 2 102   | 1,94 / 100,00   | 0,88  |
|                         | Movimento Democrático Português | 1 431   | 1,32 / 100,00   | 0,97  |
|                         | Outros (com menos de 1,00%)     | 2 802   | 2,58 / 100,00   |       |
| Votos Inválidos         | Votos Inválidos                 | 2 764   | 2,55 / 100,00   | 0,77  |
| Total                   | Total                           | 108 309 | 100,00 / 100,00 |       |
| Eleitorado/Participação | Eleitorado/Participação         | 187 021 | 57,91 / 100,00  | 21,59 |